# Robertsella mystica
Robertsella mystica är en kräftdjursart som beskrevs av Danièle Guinot 1969. Robertsella mystica ingår i släktet Robertsella, överfamiljen Xanthoidea, ordningen tiofotade kräftdjur, klassen storkräftor, fylumet leddjur och riket djur. Inga underarter finns listade i Catalogue of Life.